# Paul-Henry Chombart de Lauwe
Paul-Henry Chombart de Lauwe (* 4. August 1913 in Cambrai; † 11. Januar 1998) war ein französischer Soziologe und kann als Begründer der französischen Stadtsoziologie und früher Vertreter der Milieuforschung in Frankreich gelten.

## Leben
Chombart de Lauwe wuchs als Halbwaise auf und erfuhr viele Anregungen von seiner musisch interessierten Mutter. Zunächst studierte er Philosophie und Bildhauerkunst an der École nationale supérieure des Beaux-Arts de Paris, dann Anthropologie bei Marcel Mauss. Nach der Promotion wollte er Bildhauer werden, entschloss sich aber nach einem Aufenthalt in Kamerun im Jahr 1935, als Humanwissenschaftler zu arbeiten. Das Thema seiner Promotion galt der Ausbildung der Jugendlichen. 1940–1941 arbeitete er an der Ecole des cadres d'Uriage. Nach 1989 verteidigte er diese Schule gegen die damals von Bernard-Henri Lévy und Zeev Sternhell erhobenen Vorwürfe, wonach das von Pierre Dunoyer de Segonzac (einem späteren Führer der Résistance und General) nach der französischen Niederlage von 1940 gegründete Ausbildungszentrum für die neuen Eliten als Denkfabrik des französischen Faschismus gedient habe. Vielmehr habe es sich bis zu seiner Schließung durch die Regierung Laval Ende 1942 erhebliche Freiräume gegenüber der Vichy-Regierung erkämpft.
1942 wurde Chombart de Lauwe Mitglied der Résistance und ging nach Spanien. Von dort schloss er sich den Forces françaises libres in Nordafrika an, für die er als Leutnant der Jagdflieger an verschiedenen europäischen Fronten kämpfte. Darüber schrieb er eine unvollendete Autobiographie. Nach dem Krieg heiratete er die Widerstandskämpferin Marie-José Wilborts („Marijo“), die 1942 in das Konzentrationslager Ravensbrück deportiert worden war, und wurde Mitglied der Ehrenlegion.

## Werk
1945 trat Chombart de Lauwe in das Centre national de la recherche scientifique (CNRS) ein und führte – beeinflusst von der Chicagoer Schule für Sozialökologie – auf systematischen Luftaufnahmen basierende Arbeiten über den städtischen Raum durch. 1948 erschien sein erstes Werk La découverte aérienne du monde. 1949 gründete er eine Forschungsgruppe für Sozialethnologie (später Centre d'ethnologie sociale), die er bis 1980 leitete. Ausgehend von der Analyse der Stadtgeschichte nahm er Einfluss auf die Pariser Stadtentwicklungsplanung und Sanierungspolitik und argumentierte gegen die damals von der Stadtplanung auf Basis der Charta von Athen propagierte Funktionstrennung von Wohn- und Gewerbegebieten.
Seit 1960 arbeitete er auch an der École pratique des hautes études (EPHE), wo er die raschen Prozesse des sozialen Wandels jener Zeit studierte. Dabei beschäftigte sich der auch von der katholischen Soziallehre beeinflusste, aber nicht eigentlich einer Schule angehörende Wissenschaftler mit dem Arbeitermilieu und insbesondere mit dem Alltagsleben der Familien und Frauen. Nach 1968 befasste er sich verstärkt mit den sozialen Bewegungen und der Rolle der Intellektuellen.

## Schriften
- Paris et l'agglomération parisienne. L'espace social dans une grande cité - Méthodes de recherches pour l'étude d'une grande cité, Presses universitaires de France, 1952.
- Les familles ouvrières en milieu urbain, 1956
- Familles et habitation (Hrsg. mit Françoise Fichey-Poitret), CNRS, 1959
- Des hommes et des villes, 1965
- Images de la femme dans la société, 1965
- Aspirations et transformations sociales (Hrsg.), Anthropos, Paris 1970
- La Culture et le pouvoir, 1975
- La Fin des villes: mythe ou réalité?, 1982

## Sonstiges
Der älteste Bruder Chombart de Lauwes, Jacques (1905–1975), war ebenfalls Widerstandskämpfer und wurde Politiker. Der zweite Bruder Jean (1909–2001) war Agronom.